# 颯田直斗
颯田直斗（日语：颯田 直斗，7月18日—），日本漫畫家。男性。出身於愛知縣。B型血。
他以專門擅長畫巫女題材為人熟知。

## 主要作品

### 漫畫
- 巫女、科學與鬼話連篇（《FlexComix Blood（日语：FlexComixブラッド）》，Flex Comix（日语：フレックスコミックス））全3冊 東立出版社代理
- 達爾文（《週刊漫畫世界的偉人（日语：週刊マンガ世界の偉人）》，朝日新聞出版）全1冊

### 插畫
（WANI Novel新書）

## 軼事
颯田經常來台灣到各地的寺廟尋找創作靈感。2018年5月，颯田與他的日本朋友一起從台灣的民宿退房之後，在民宿留言板上畫了包子（鮮肉包）與牛肉麵，並寫上「台灣飯好吃」、「豐受大神」、「天照皇大神」和嘉義、宜蘭、基隆這些台灣日治時期神社的名字，最後將自己的名字簽在留言板的右下方。女性民宿業者看了颯田親筆繪製的感謝圖之後感動不已，並將留言板的圖畫分享至facebook社群網站，表示「颯田先生，謝謝你喜歡上台灣。我雖然沒有看過你的漫畫，但是在我們的民宿卻留下了很棒的作品表示心存感謝」。
2019年2月23日，於旅遊途中不慎遺失錢包，他前往十全路派出所請求警察幫忙，得知有民眾已拾獲將錢包送至派出所。為了表達感謝畫了一張手繪圖送給承辦警員。
2019年3月，作為漫畫家從國學院大學畢業，同時經由Twitter宣布取得神職的專業資格。畢業論文「做為內容的神道之可能性」。

## 外部連結
- （日語）－颯田直斗的官方個人網站。（日語）